# Kate Upton

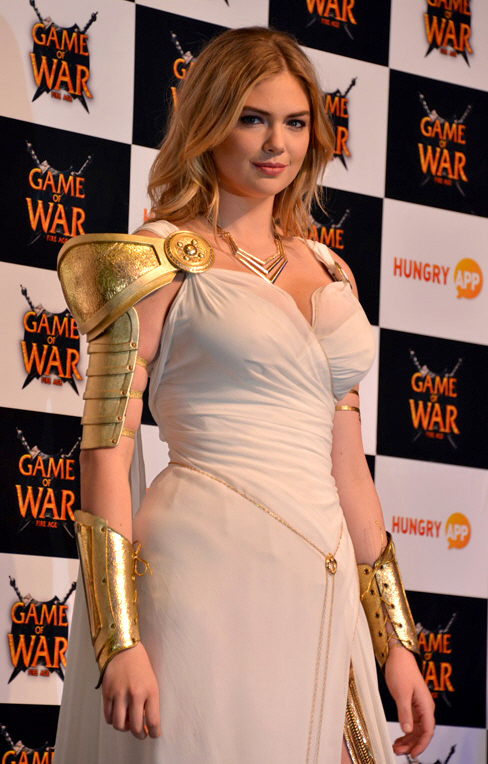
Kate Upton (2014)

Kate Upton, właśc. Katherine Upton (ur. 10 czerwca 1992 w St. Joseph) – amerykańska modelka, projektantka i aktorka.
Współpracowała z takimi markami, jak Garage, Dooney & Bourke, Beach Bunny, Guess, czy Victoria’s Secret. Trzy razy jej zdjęcie znalazło się na okładce „Vogue’a” (w edycji włoskiej w 2012 roku, w edycji brytyjskiej i amerykańskiej w 2013), również trzykrotnie (w 2012, 2013 i 2017 roku) wystąpiła na okładce magazynu  „Sports Illustrated Swimsuit Issue”; jej zdjęcia ukazały się także w magazynach „Harper’s Bazaar”, „GQ”, „Cosmopolitan”, czy „Elle”.

## Wczesne lata
Jest córką Shelley (z domu Davis), byłej mistrzyni tenisa stanu Teksas i Jeffa Uptona, nauczyciela lekkoatletyki w szkole średniej. Jej wujem jest kongresmen Fred Upton. Pradziadek, Frederick Upton, był współzałożycielem firmy Whirlpool Corporation, zajmującej się produkcją i sprzedażą urządzeń AGD.
W 1999 roku przeniosła się wraz z rodziną do Melbourne na Florydzie, gdzie była studentką Holy Trinity Episcopal Academy. Z ramienia American Paint Horse Association (APHA) startowała w zawodach jeździeckich na poziomie krajowym, w których odniosła szereg sukcesów.

## Kariera

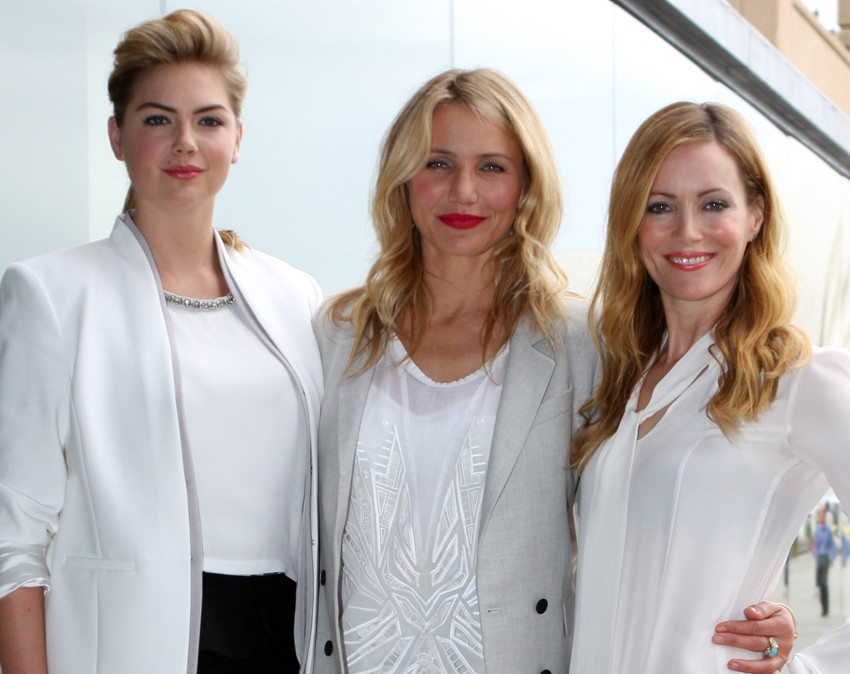
Kate Upton z Cameron Diaz i Leslie Mann, podczas premiery filmu Inna kobieta

W 2008 roku wzięła udział w castingu do Elite Model Management w Miami i została wybrana tego samego dnia. Pod koniec roku przeniosła się do Nowego Jorku, gdzie podpisała kontrakt z IMG Models.
Jednym z jej pierwszych zadań w modelingu było prezentowanie odzieży dla Garage i Dooney & Bourke. Została twarzą Guess w sezonach 2010 i 2011. W 2011 roku po raz pierwszy pojawiła się w magazynie „Sports Illustrated Swimsuit Issue”. Od tego czasu pracowała jako modelka dla Beach Bunny Swimwear. i pojawiła się w magazynach „Complex” oraz „Esquire” jako „The Woman of the Summer”. Jeden z kostiumów Beach Bunny mała na sobie w czasie sesji zdjęciowej do „Sports Illustrated Swimsuit Issue” w 2014 roku.
W kwietniu 2011 roku internetowy film wideo, na którym tańczy dougie hip-hop podczas gry Los Angeles Clippers, stał się viralem i szybko zwiększył jej popularność. Guy Trebay z The New York Times zauważył, że historia Upton może posłużyć do zilustrowania siły mediów społecznościowych które są w stanie bardziej wypromować modelkę niż udział w pokazach na wybiegu u najlepszych projektantów. W kwietniu 2012 roku Upton pojawiła się na wideo, na którym sama wykonuje taniec Cat Daddy do piosenki o tym samym tytule autorstwa The Rej3ctz, która również okazała się viralem.
W czerwcu 2011 roku zagrała swoją pierwszą, małą, rolę w jednym z odcinków serialu Tosh.0. Brała udział w organizowanych przez Taco Bell rozgrywkach All-Star Legends & Celebrity Softball Game na Chase Field w Phoenix w Arizonie, w lipcu 2011 roku.
Zadebiutowała na srebrnym ekranie w filmie Tower Heist: Zemsta cieciów jako kochanka pana Hightowera w listopadzie 2011 roku. Wystąpiła również w komedii Głupi, głupszy, najgłupszy jako siostra Bernice.
Pojawiła się na okładce „Sports Illustrated Swimsuit Issue” w 2012 roku. Opowiedziała później o negatywnym wpływie tej okładki na jej życie, ponieważ została poddana krytyce i poczuła, że została uprzedmiotowiona.
Jej zdjęcia pojawiły się na łamach amerykańskiego, włoskiego, brytyjskiego, hiszpańskiego, niemieckiego i brazylijskiego wydania „Vogue’a”, „Harper’s Bazaar”, „V”, „Mademoiselle”, „LOVE”, włoskiego, niemieckiego i amerykańskiego wydania „GQ”, „Cosmopolitan”, „Glamour” i „Esquire”. Pojawiła się na okładkach włoskiego, amerykańskiego i brytyjskich „Vogue’a”, francuskiego i amerykańskiego „Elle”, amerykańskiego, włoskiego i niemieckiego „GQ”, „Esquire” oraz „Vanity Fair”. Występowała w kampaniach reklamowych dla marek David Yurman, Sam Edelman, Betsey Johnson, Guess, Victoria’s Secret, Express i Bare Necessities. W 2014 roku została „nową twarzą” kosmetyków Bobbi Brown.
W 2012 roku została uznana za piątą najseksowniejszą modelkę przez serwis Models.com. Zajęła też 3. miejsce w amerykańskiej publikacji portalu dla mężczyzn AskMen Top 99 Women for 2013. W 2012 roku znalazła się na liście Hot 100 magazynu „Maxim”, który powoływał się na jej sesje zdjęciowe w „Sports Illustrated”.
W 2013 roku pojawiła się na okładce „Sports Illustrated” Swimsuit Isuue drugi rok z rzędu. Część jej sesji dla tego wydania została zrealizowana na Antarktydzie, przez co Upton cierpiała później na zaburzenia słuchu i wzroku z powodu ekstremalnego zimna.
Po znalezieniu się na okładce „Vogue Italia” w listopadzie 2012 roku, na zdjęciu autorstwa Stevena Meisela, i na okładce „Vogue UK” w styczniu 2013 roku, Upton gościła wreszcie na okładce głównego wydania „Vogue’a” z czerwca 2013 roku, do której zdjęcie wykonał Mario Testino. Następnie została sfotografowana przez Annie Leibovitz na okładkę z okazji 100-lecia magazynu „Vanity Fair” w październiku 2013 roku.
Pojawiła się na tylnej okładce „Sports Illustrated Swimsuit Issue” z okazji 50. rocznicy wydawania tego magazynu w 2014 roku; po raz pierwszy tego typu okładka została użyta przez to czasopismo. Część zdjęć wykonano na przylądku Canaveral, gdzie uchwycono ją w stanie nieważkości.
W kwietniu 2014 roku wystąpiła z Cameron Diaz, Lesliem Mannem i Nikolajem Coster-Waldau w komedii Inna kobieta jako Amber, jedna z kochanek Costera-Waldaua. W tym samym roku zagrała z Tonym Hale'em w teledysku do piosenki Bartender Lady Antebellum. Magazyn „People” nazwał Upton „Najseksowniejszą Kobietą” 2014 roku, kiedy po raz pierwszy tytuł ten został przyznany. Również w 2014 roku Upton była główną twarzą wartej 40 milionów dolarów kampanii reklamowej aplikacji mobilnej Machine Zone Game of War: Fire Age.
W 2017 roku Upton zagrała z Alexandrą Daddario w Lot z przygodami, komedii w reżyserii Williama H. Macy'ego. Film śledzi losy dwóch najlepszych przyjaciółek (granych przez Daddario i Upton) na wakacjach, gdzie walczą o tego samego mężczyznę podczas postoju w Saint Louis. W tym samym roku Upton pojawiła się także w komediodramacie Jamesa Franco The Disaster Artist opowiadającej o historii powstania filmu The Room.

## Życie osobiste

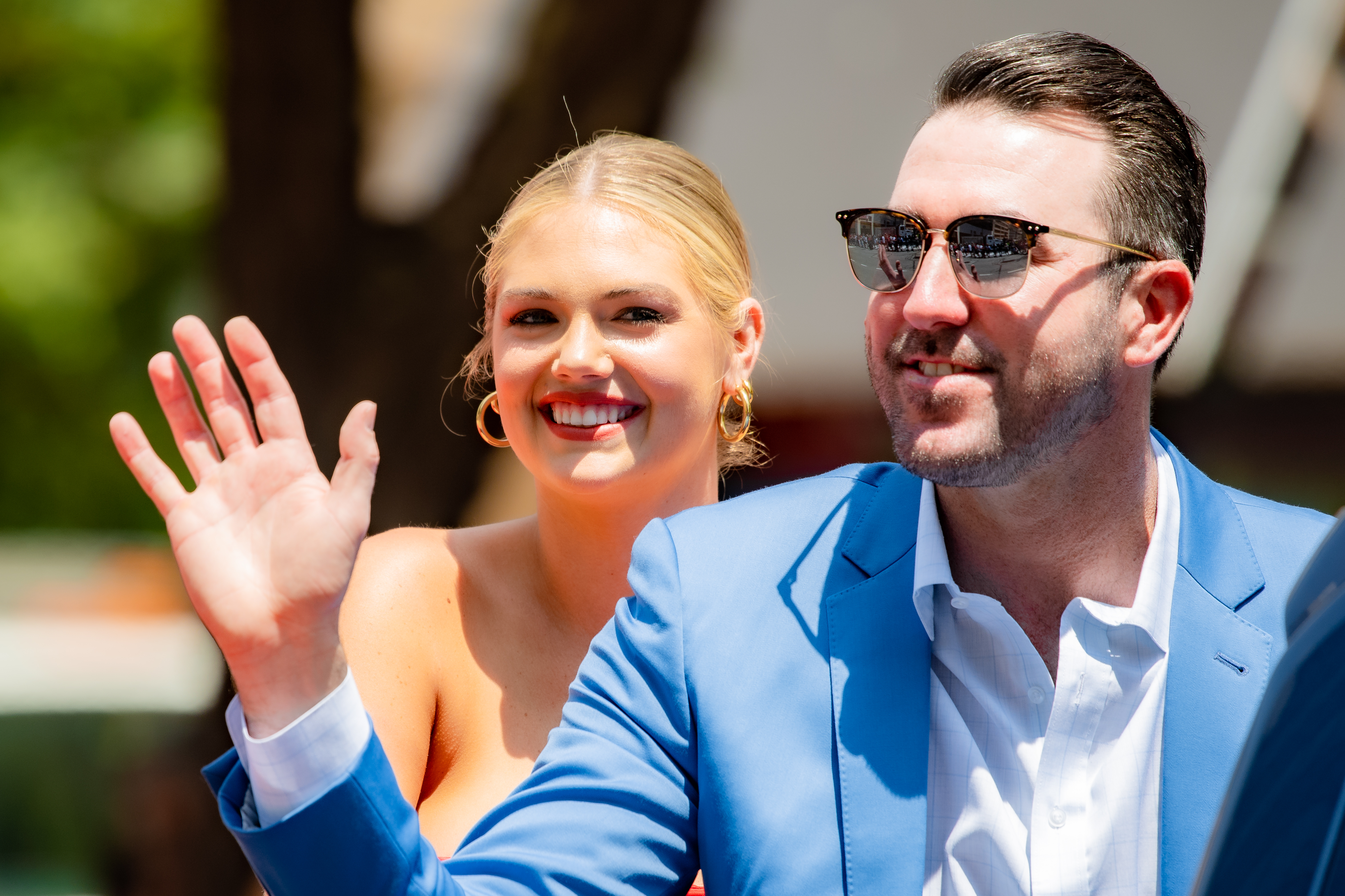
Upton i jej mąż Justin Verlander (2019)

Jest chrześcijanką i deklaruje, że wiara w Boga jest dla niej ważna. Po incydencie podczas sesji zdjęciowej, kiedy to jeden z członków ekipy lekceważąco odniósł się do noszenia przez nią naszyjnika z krzyżykiem i zdjął go przed wykonaniem zdjęć, zrobiła sobie tatuaż w kształcie krzyża na wewnętrznej stronie palca.
Upton zaczęła spotykać się z bejsbolistą Detroit Tigers Justinem Verlanderem na początku 2014 roku, a zaręczyli się w 2016. 4 listopada 2017 roku para pobrała się w Toskanii we Włoszech. Mają córkę Genevieve, urodzoną 7 listopada 2018 roku.

## Filmografia
| Rok  | Tytuł                       | Rola                     | Uwagi              |
| ---- | --------------------------- | ------------------------ | ------------------ |
| 2011 | Tower Heist: Zemsta cieciów | kochanka pana Hightowera |                    |
| 2012 | Głupi, głupszy, najgłupszy  | siostra Bernice          |                    |
| 2014 | Inna kobieta                | Amber                    |                    |
| 2017 | The Disaster Artist         | ona sama                 | usunięte sceny     |
| 2017 | Lot z przygodami            | Meg                      |                    |
| 2019 | Adult Interference          | Talia                    | inny tyt. Wild Man |